# Turó del Puig (Sant Julià de Ramis)
El Turó del Puig és una muntanya de 201 metres que es troba al municipi de Sant Julià de Ramis, a la comarca del Gironès.